# Fanny Lumsden
Edwina Margaret Lumsden (Nuovo Galles del Sud, 18 dicembre 1986) è una cantautrice australiana.

## Biografia
Nel settembre 2015 Fanny Lumsden ha pubblicato il suo album di debutto Small Town Big Shot, grazie al quale ha ricevuto una candidatura agli ARIA Music Awards nella categoria dedicata agli album di genere country. Nel 2017 ha vinto la sua prima Golden Guitar come miglior nuovo talento, ricevendo poi altre tre candidature ai Country Music Awards of Australia 2018. Il suo secondo disco Real Class Act è uscito a settembre 2017, ha raggiunto la 23ª posizione della ARIA Albums Chart ed anch'esso è stato selezionato per un ARIA Music Award. È stato seguito tre anni più tardi da Fallow, che ha segnato il miglior piazzamento in classifica della cantante, al 10º posto.

## Discografia

### Album in studio
- 2015 – Small Town Big Shot
- 2017 – Real Class Act
- 2020 – Fallow

### EP
- 2012 – Autumn Lawn